# 디지털 피아노

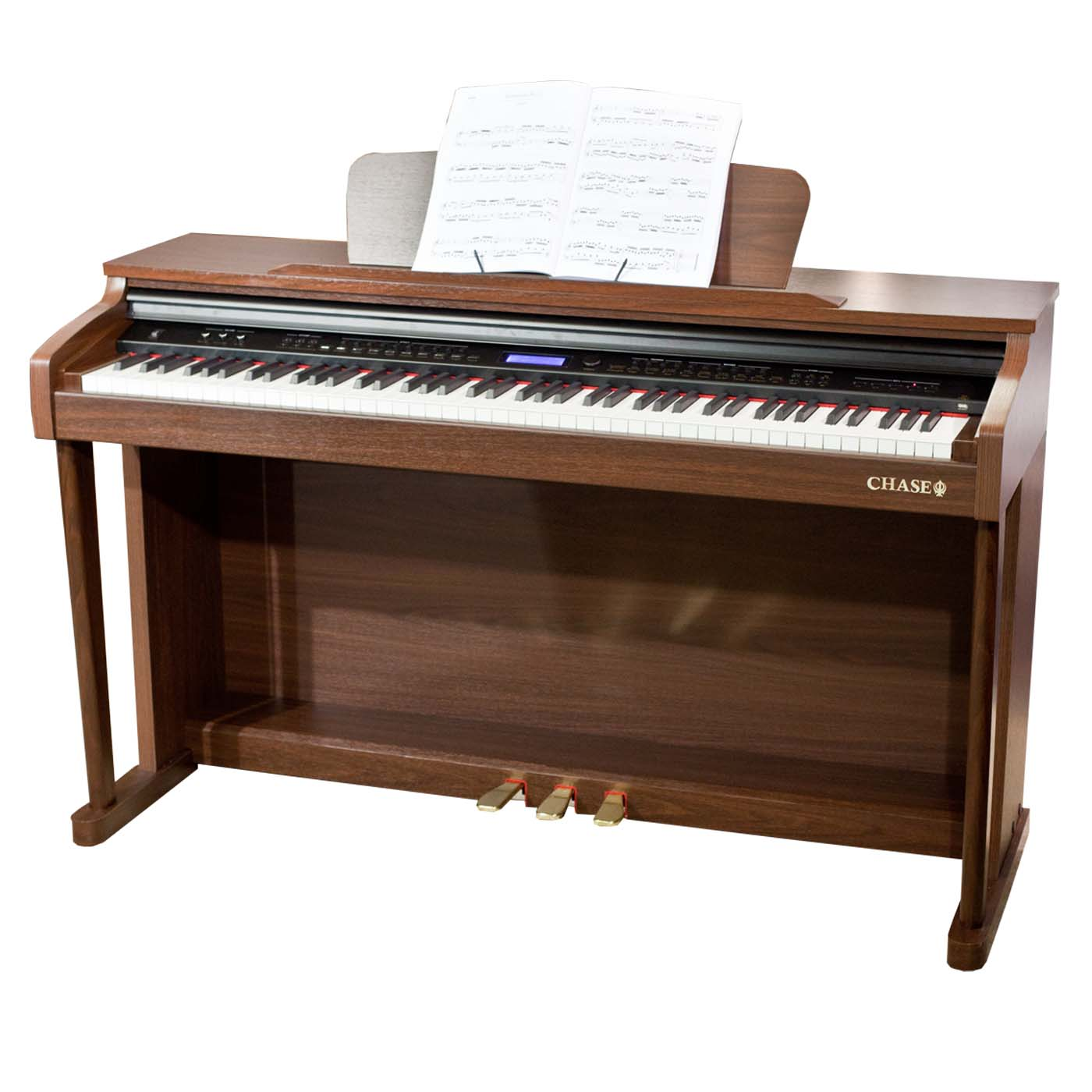
전형적인 디지털 피아노

디지털 피아노(Digital piano)는 전통적인 피아노의 연주 방식과 소리의 대안으로 고안된 키보드의 한 종류이다. 이 피아노는 어쿠스틱 피아노의 정확한 시뮬레이션을 제공한다. 몇몇 디지털 피아노는 업라이트 피아노 혹은 그랜드 피아노와 같이 일반적인 피아노처럼 보이게 설계되었다. 디지털 피아노는 합성 에뮬레이션이나 실제 피아노 샘플을 사용하여 내부 스피커를 통해 증폭된다.

## 특징
다음은 디지털 피아노를 대표하는 특징이다:
- 사운드 레벨/볼륨 노브, 헤드폰 출력
- 어쿠스틱 피아노에 비해 유지 비용이 낮다.
- 사운드가 MIDI로 구현된다.
- 대부분 조옮김 기능을 포함하고 있다.
- 마이크를 사용할 필요가 없다.
- 휴대하기 쉬운 경우가 많다.

## 같이 보기
- 키보드 (악기)
- 신시사이저
- 전기 피아노
- 전자 피아노
- 악보 작성 프로그램
- 가상 피아노